# Michal Hlavatý
Michal Hlavatý (Hořovice, 17 giugno 1998) è un calciatore ceco, centrocampista dello Slovan Liberec.

## Carriera

### Club
Cresciuto nel settore giovanile del Viktoria Plzeň, il 1º luglio 2017 viene girato in prestito al Baník Sokolov, nella seconda divisione ceca. Dopo due stagioni a Sokolov, il 6 luglio 2019 viene ceduto in prestito al Pardubice, sempre in seconda divisione, con il quale ottiene una storica promozione nella massima serie ceca. Il 30 giugno 2021 fa rientro al Viktoria Plzeň.

### Nazionale
Ha giocato nelle nazionali giovanili ceche Under-16, Under-18, Under-19, Under-20 ed Under-21.

## Statistiche

### Presenze e reti nei club
Statistiche aggiornate all'8 agosto 2021.
| Stagione             | Squadra              | Campionato           | Campionato | Campionato | Coppe nazionali | Coppe nazionali | Coppe nazionali | Coppe continentali | Coppe continentali | Coppe continentali | Altre coppe | Altre coppe | Altre coppe | Totale | Totale |
| Stagione             | Squadra              | Comp                 | Pres       | Reti       | Comp            | Pres            | Reti            | Comp               | Pres               | Reti               | Comp        | Pres        | Reti        | Pres   | Reti   |
| -------------------- | -------------------- | -------------------- | ---------- | ---------- | --------------- | --------------- | --------------- | ------------------ | ------------------ | ------------------ | ----------- | ----------- | ----------- | ------ | ------ |
| 2017-2018            | Baník Sokolov        | 2L                   | 23         | 0          | CRC             | 3               | 0               |                    | -                  | -                  |             | -           | -           | 26     | 0      |
| 2018-2019            | Baník Sokolov        | 2L                   | 27         | 0          | CRC             | 1               | 1               |                    | -                  | -                  |             | -           | -           | 28     | 1      |
| Totale Baník Sokolov | Totale Baník Sokolov | Totale Baník Sokolov | 50         | 0          |                 | 4               | 1               |                    | -                  | -                  |             | -           | -           | 54     | 1      |
| 2019-2020            | Pardubice            | 2L                   | 29         | 14         | CRC             | 2               | 1               |                    | -                  | -                  |             | -           | -           | 31     | 15     |
| 2020-2021            | Pardubice            | 1L                   | 23         | 1          | CRC             | 1               | 0               |                    | -                  | -                  |             | -           | -           | 24     | 1      |
| Totale Pardubice     | Totale Pardubice     | Totale Pardubice     | 52         | 15         |                 | 3               | 1               |                    | -                  | -                  |             | -           | -           | 55     | 16     |
| 2021-2022            | Viktoria Plzeň       | 1L                   | 2          | 0          | CRC             | 0               | 0               | UECL               | 2                  | 0                  |             | -           | -           | 4      | 0      |
| Totale carriera      | Totale carriera      | Totale carriera      | 104        | 15         |                 | 7               | 2               |                    | 2                  | 0                  |             | -           | -           | 113    | 17     |

## Palmarès

### Club

#### Competizioni nazionali
- Campionato ceco di seconda divisione: 1

Pardubice: 2019-2020